# Queue de malet

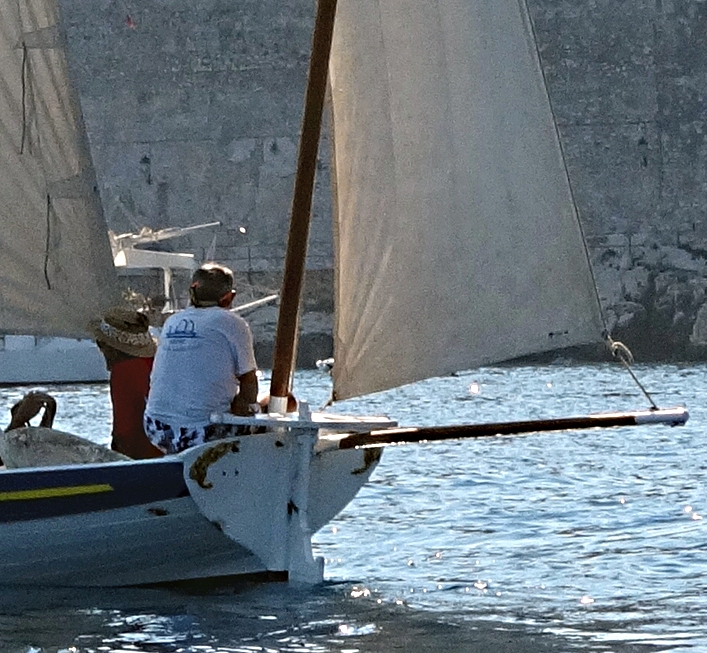
Queue de malet à la poupe d'une yole de Bantry

Une queue de malet ou queue-de-malet est un espar horizontal utilisé à l'arrière d'un bateau afin de reculer le point de tire de l'écoute de malet ou tapecul. Il ne faut pas la confondre avec la bôme, car elle n'est pas mobile en mer.

## Description
La queue de malet est utilisée sur une vaquelotte du Cotentin, un canot de Berck, un flambart, un camin, une yole de Bantry, un dundee, un yawl, etc.
Une queue de malet peut avoir une grande longueur, par exemple sur les lougres, pour faciliter l'accessibilité au mouillage. Elle est fixée sur une articulation qui permet de l'escamoter.
Les queues de malet peuvent également servir à fixer le point d'écoute d'un gennaker en arrière de la coque comme sur le catamaran Alinghi 41.